# Valente
Valente (en latín, Valens; 328 en Cibalae - 9 de agosto de 378 en Adrianópolis) fue emperador romano de 364 a 378, después de que su hermano Valentiniano I le cediera la parte oriental del imperio.

## Vida

### Ascenso a emperador
Valente y su hermano Valentiniano (Valentiniano I) nacieron 72 kilómetros al este de Sirmio, en la ciudad de Cibalae en 328 y 321, respectivamente. Habían ascendido en los puestos comprados por su padre, Graciano el Viejo, en África y Gran Bretaña. Mientras que Valentiniano había gozado de una carrera militar acertada antes de convertirse en emperador, Valente no la tenía, al parecer, ya que había pasado gran parte de su juventud en la hacienda familiar y se había unido al ejército tarde, en torno a la década de los 60, participando con su hermano en la campaña persa del emperador Juliano en el año 363. 
En febrero de 364, el emperador reinante Joviano, mientras se dirigía a Constantinopla para asegurar su trono, murió asfixiado durante una parada en Dadastana, 161 kilómetros al este de Ancira. Entre los oficiales de Joviano estaba Valentiniano, un scutariorum del tribuno, que fue proclamado Augusto el 26 de febrero de 364. Valentiniano sintió que necesitaba ayuda para gobernar el imperio, grande y complejo; y, el 28 de marzo del mismo año, designó a su hermano Valente como coemperador en el palacio de Hebdomon. Valente obtuvo la mitad oriental de la península balcánica, Grecia, Egipto, Siria y Asia Menor. Valente estableció su capital en Constantinopla antes de diciembre de 364.

### Rebelión de Procopio
Valente heredó la parte oriental de un imperio que se había retirado recientemente de la mayor parte de sus posesiones en Mesopotamia y de Armenia debido a un tratado que su precursor Joviano había firmado con Sapor II del imperio persa. La primera prioridad de Valente después del invierno de 365 era avanzar hacia el este en esperanzas de mejorar la situación. Pero en el otoño de 365 mientras alcanzaba Capadocia recibió noticias de un usurpador que se había proclamado en Constantinopla. Cuando murió Juliano había dejado un pariente vivo, un primo materno llamado Procopio. Procopio había sido encargado de la supervisión de una división norteña del ejército de Juliano durante la expedición persa y no había estado presente en las elecciones imperiales cuando el sucesor de Juliano fue nombrado. Aunque Joviano le concedió ventajas para apaciguar a este potencial pretendiente, pronto cayeron sobre Procopio sospechas durante el primer año de reinado de Valente. 
Después de escapar de la detención, se ocultó reapareciendo en Constantinopla donde fue capaz de convencer a dos unidades militares de la capital para proclamarle emperador el 28 de septiembre de 365. Su aceptación temprana en la ciudad parece sin embargo que fue tibia, aunque Procopio ganó su favor rápidamente usando propaganda en su beneficio: aisló la ciudad de noticias exteriores y comenzó a propagrar el rumor de que Valentiniano I había muerto; comenzó a defender la invención de conexiones con la dinastía constantiniana; y explotó más lejos sus demandas usando a la viuda y a la hija de Constancio II como peones para su régimen. Este programa tuvo un cierto éxito, particularmente entre los soldados leales a la familia constantiniana y a los intelectuales del este que habían comenzado ya a temer la persecución de Valentiniano I.
Valente, mientras tanto, vacilaba. Cuando llegaron las noticias de que se había rebelado Procopio, Valente consideró la abdicación y quizás el suicidio. Incluso después de resolver luchar, los esfuerzos de Valente de derribar a Procopio fueron obstaculizados por el hecho de que la mayor parte de sus tropas habían cruzado ya las puertas de Cilicia en Siria cuando él supo de la rebelión. Sin embargo, Valente envió dos legiones en marzo contra Procopio, quien las persuadió fácilmente para que le abandonaran. Más adelante ese año, Valente mismo fue casi capturado en una emboscada cerca de Calcedonia. Los apuros aumentaron por la denegación de Valentiniano I para hacer más en su propio territorio contra la usurpación. La falta de resistencia imperial permitió a Procopio apropiarse en 365 de las diócesis de Tracia y de Asia Menor. 
Solamente a principios de 366 tenía Valente bastantes tropas para plantar cara a Procopio con eficacia. Marchó de Ancira hacia Pesino, Valente avanzó por Frigia, derrotando a Gomoario, general de Procopio en la batalla de Tiatira (Lidia). Después venció al propio Procopio en Nacoleia y convenció a sus tropas de que le abandonaran. Procopio fue ejecutado el 27 de mayo y su cabeza fue enviada a Valentiniano I en Tréveris.

### Guerra contra los godos
El pueblo godo había apoyado a Procopio en su rebelión contra Valente, quien sabía que planeaban una sublevación. Este pueblo godo, más específicamente el tervingio, estaba bajo la dirección de Atanarico y había seguido siendo, al parecer, pacífico desde su derrota contra Constantino en 332. En 367, con la ayuda de su sobrino Graciano, el emperador romano occidental, Valente, cruzó el Danubio y marchó contra Atanarico. Este huyó a las montes Cárpatos y eludió a Valente, forzándolo a volver más adelante ese verano. Al año siguiente, una inundación del Danubio previno a Valente. En lugar de atacar ocupó a sus tropas en la construcción de fortificaciones. En 369, Valente cruzó otra vez y atacó a los tervingios, derrotándolos. Atanarico suscribió un pacto cuyos términos satisficieron a Valente. El tratado cortó en gran parte las relaciones entre los godos y los romanos, incluyendo libre cambio y el intercambio de las tropas para tributo. Valente sentiría esta pérdida de mano de obra militar en los años siguientes.

### Conflictos con el Imperio sasánida
La paz precipitada y desfavorable suscrita por el emperador Joviano era la principal razón del deterioro en Oriente. Joviano había entregado el muy disputado control de Roma sobre Armenia en 363, y Sapor II estaba impaciente por aprovecharse de la situación. El auge de los sasánidas comenzó a tentar a señores armenios a unirse a Sapor II y forzó el destronamiento del rey armenio arsácida, Arsakes II, que fue arrestado y encarcelado rápidamente. Sapor II envió entonces una fuerza de invasión para anexionarse la Iberia caucásica y una segunda para sitiar al hijo de Arsaces, Pap, en la fortaleza de Artogerasa, probablemente en 367. En la primavera siguiente, Pap logró romper el cerco y escaparse para reunirse con Valente, quien se encontraba en Marcianópolis mientras hacía campaña contra los godos.
Ya en el verano siguiente, Valente envió a su general Arinteo para reinstaurar a Pap en el trono armenio. Sapor II reaccionó invadiendo y devastando Armenia. Pap, sin embargo, escapó y recuperó su reino por segunda vez con un contingente mucho más grande en 370. A la primavera siguiente, se enviaron fuerzas más numerosas bajo el mando de Terencio a Iberia caucásica para recuperarla y controlar Armenia desde la guarnición del monte Npat. Cuando Sapor contraatacó en 371, los generales Trajano y Vadomario rechazaron sus fuerzas en Bagavan. Valente aprovechó el rumbo de la situación para romper el tratado de 363 y defendió con éxito su ruptura. La victoria de 371 permitió alcanzar una tregua, lo que se tradujo en una relativa paz durante los cinco años próximos, mientras Sapor II se ocupaba de rechazar una invasión de Kushan en su frontera oriental. 

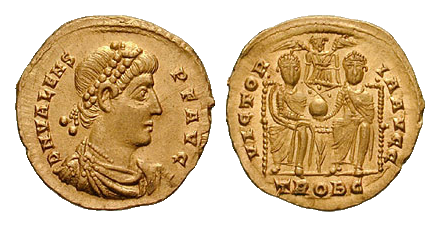
Sólido romano con la efigie del emperador Valente.

Mientras tanto, surgieron problemas con el rey Pap, que comenzó a actuar de manera cada vez más independiente, incluso ejecutando al obispo armenio Narsés y exigiendo el control de un número de ciudades romanas, incluida Edesa. Presionado por sus generales y temiendo que Pap se aliase con los persas, Valente hizo una tentativa fracasada de capturar al príncipe, aunque poco después logró capturarlo. En su sitio, Valente impuso a otro arsácida, Varazdat, que gobernó bajo regencia del sparapet Musel Mamikonean, aliado de Roma. 
En 375, el hermano mayor de Valente, Valentiniano I, sufrió un ataque cerebrovascular que le provocó la muerte el 17 de noviembre de 375. Dos hijos de Valentiniano I, Graciano y Valentiniano II, fueron proclamados Augustos por las tropas imperiales en Panonia. 
Nada de esto sentó bien a los persas, que comenzaron a agitarse intentando restablecer la situación impuesta por el tratado de 363. Como la frontera del este volvió a estar en peligro, en 375 Valente comenzó los preparativos para una gran expedición. Sin embargo, surgieron nuevos problemas. En Isauria, la región montañosa de Cilicia occidental, explotó una rebelión importante en 375, que distrajo a tropas colocadas antes en Oriente. Además, hacia 377, los sarracenos bajo el mando de la reina Mavia desvastaron todo el Levante. Aunque Valente venció con éxito ambas sublevaciones, las oportunidades para actuar en la frontera del este quedaron limitadas por estas escaramuzas.

### Guerra gótica
Los planes de Valente para una campaña en el este nunca fueron llevados a cabo. La transferencia de tropas al imperio occidental en 374 debilitó las fuerzas estacionadas en Oriente. Con objeto de una guerra en el este, Valente inició un ambicioso programa de reclutamiento diseñado para reforzar las fuerzas orientales. De tal modo, no le parecieron malas noticias cuando dijeron que las tribus godas habían sido expulsadas de su patria por una invasión de hunos en 375 y buscaban asilo en el Imperio romano. En 376, los visigodos atraviesan el Danubio envían a Fritigerno como embajador a Valente que había instalado su capital en Antioquía. Fritigerno solicitó abrigo y tierras en la península balcánica. Se estima que cerca de 200.000 visigodos estaban en Moesia y la antigua tierra de Dacia. 
Rápidamente los consejeros de Valente le sugirieron que los visigodos (cristianos arrianos como el propio emperador) podrían proveer de tropas que inmediatamente aumentarían las filas de Valente y disminuirían su dependencia de las levas provinciales. Aunque un número de grupos godos solicitaron al parecer la entrada, Valente concedió la admisión solamente a Fritigerno y a sus seguidores quien había apoyado a Valente en su guerra contra Atanarico. Esto, sin embargo, no evitó que otros les siguieran. 
Cuando Fritigerno emprendió la travesía, las fuerzas móviles de Valente fueron situadas en el este; en la frontera persa y en Isauria. Esto significó que solamente los riparienses estaban presentes para supervisar su establecimiento. El pequeño número de tropas imperiales presentes evitó que pasaran otros grupos de godos y más adelante hunos y alanos. Lo que había comenzado como un establecimiento controlado degeneró rápidamente en una afluencia masiva. Y la situación empeoró. Cuando los comandantes de los riparienses comenzaron a abusar de los visigodos bajo su cargo, se rebelaron en 377 y derrotaron a las unidades romanas en Tracia. 
Después de unir fuerzas con los ostrogodos y finalmente hunos y alanos, el grupo bárbaro combinado marchó antes de hacer frente a una fuerza anticipada de los soldados imperiales enviados del este y del oeste. Tras una batalla realizada en Ad Salices , los godos vencieron y se hicieron con el control del sur de Tracia. Por 378, Valente mismo se dispuso a marchar al oeste desde su base en Antioquía con todas las fuerzas disponibles pero esqueléticas —algunas de ellas godos—, alcanzando Constantinopla antes del 30 de mayo de 378. Mientras tanto, los consejeros de Valente, el comes Ricomero, y sus generales Frigerido, Sebastián y Víctor advirtieron a Valente e intentaron persuadirle a que esperara la llegada de las legiones victoriosas de Galia, algunas que había aportado Graciano rápidamente. Valente, celoso del éxito de su sobrino Graciano, decidió actuar para obtener por sí mismo la victoria.

### Batalla de Adrianópolis y muerte de Valente

Derrota de Adrianópolis en la que falleció Valente.

Después de una breve pausa dirigida a reunir su ejército y ganar un punto de apoyo en Tracia, Valente se dirigió hacia Adrianópolis. Desde allí, marchó contra el ejército bárbaro confederado el 9 de agosto de 378 en lo que se conocería como la batalla de Adrianópolis. Aunque se llevaron a cabo negociaciones, estas se rompieron cuando una unidad romana atacó y llevó ambos lados a la batalla. Los romanos iban ganando al principio pero fueron destrozados por la llegada por sorpresa de la caballería visigoda que partió sus filas.
La fuente primaria acerca de la batalla es Amiano Marcelino. Valente había dejado su guardia al cargo del bagaje y del tesoro lo que agotó a sus fuerzas. Su ala derecha, formada por caballería, llegó al campo de batalla gótico antes de que el ala izquierda llegara. Era un día muy cálido y la caballería romana fue enviada sin ayuda estratégica, mientras padecían el calor. 
Mientras tanto Fritigerno envió de nuevo a emisarios de paz en una continuada manipulación de la situación. El resultado fue un significativo retraso que llevó a que los romanos sucumbieran por el calor en el campo. Las fuerzas del ejército fueron diezmadas por un inoportuno ataque de los arqueros que hizo necesaria la intervención del conde Ricomero. 
La caballería goda al mando de Alateo y Sáfrax embistió a la caballería romana y, lo que sería probablemente el acontecimiento más decisivo de la batalla, la desbandó. Aquí Amiano da dos relatos del fallecimiento de Valente. En el primero, Amiano indica que Valente "fue herido mortalmente por una flecha, y expiró", (XXXI.12) su cuerpo nunca fue encontrado. En el segundo, Amiano describe que abandonaron a la infantería romana, rodeada, y que fue masacrada. Valente fue herido y llevado a una pequeña choza de madera. La choza fue rodeada por los godos que le prendieron fuego, sin saber quién estaba dentro. Para Amiano, así es como Valente falleció (XXXI.13.14-6). 
Cuando la batalla terminó, dos tercios del ejército del este estaban muertos. Muchos de sus mejores oficiales también habían caído. El ala izquierda del ejército de Valente fue retirada del campo a cubierto por la noche por el Conde Ricomero y el general Víctor.